# Flatland (film 2007 Johnson e Travis)
Flatland è un cortometraggio d'animazione del 2007 diretto da Jeffrey Travis.
Tratto dal libro Flatlandia di Edwin Abbott Abbott, narra di personaggi geometrici che vivono in un mondo bidimensionale.

## Trama
Quando una ragazza di nome Hex (Kristen Bell) decide di "pensare fuori dal cubo" (in un mondo in cui tale pensiero è proibito), si trova in pericolo e spetta a suo nonno salvarla.

## Premi
- Miglior film di animazione all'EcoVision Festival 2009.[1]
- Premio speciale della giuria al MathFilm Festival 2008 di Berlino.[2]